# حصاة اللصان (وادي العين)

تعديل مصدري - تعديل

حصاة اللصان هي إحدى قرى عزلة وادي العين بمديرية حورة التابعة لمحافظة حضرموت، بلغ تعداد سكانها 88 نسمة حسب تعداد اليمن لعام 2004.